# Quan chế các triều đại quân chủ Việt Nam
Dưới đây là tổng quan hệ thống quan chế của các triều đại quân chủ tại Việt Nam. Do số lượng cũng như tên gọi của các chức quan có khác biệt ở mỗi triều đại, chỉ xin nêu ra những chức vị phổ biến (xuất hiện với cùng tên gọi và nhiệm vụ ở nhiều thời). Do có sự tương đồng cao độ giữa chế độ triều chính Trung Hoa và Việt Nam trong thời gian này nên cũng có thể tham khảo những thông tin dưới đây để có một góc nhìn tổng quát sơ lược về hệ thống quan lại các triều đình quân chủ Trung Hoa, cái gốc và hình mẫu mà hệ thống của Việt Nam đã mô phỏng.

## Quan chế

### Văn giai
1. Chánh nhất phẩm
- Tam công (tam thái): Thái sư, Thái phó, Thái bảo
- Thừa tướng
2. Tòng nhất phẩm
- Thái tử thái sư, Thái tử thái phó, Thái tử thái bảo.
- Khu mật sứ
3. Chánh nhị phẩm
- Tam thiếu: Thiếu sư, Thiếu phó, Thiếu bảo
4. Tòng nhị phẩm
- Lục bộ thượng thư: Lại bộ, Hộ bộ, Lễ bộ, Binh bộ, Công bộ, Hình bộ
- Thái tử thiếu sư, Thái tử thiếu phó, Thái tử thiếu bảo
5. Chánh tam phẩm
- Phủ doãn Kinh đô
- Đại lý tự khanh
- Đô ngự sử
- Tông nhân phủ tông nhân lệnh
- Lăng chánh
- Tả & hữu thứ tử
- Tổng thái giám
6. Tòng tam phẩm
- Lục bộ tả & hữu thị lang
- Thiên đô
- Lăng phó
- Tông nhân phủ tả & hữu tôn chính
- Tả & hữu dụ đức
- Thừa chính sứ
- Đô thái giám
7. Chánh tứ phẩm
- Hàn lâm viện thừa chỉ
- Phó đô ngự sử
- Lăng thừa
- Tả & hữu trung doãn
- Tả & hữu xuân phường
- Thái giám
8. Tòng tứ phẩm
- Đông các đại học sĩ
- Quốc tử giám tế tửu
- Thông chính sứ
- Tham chính
- Tả & hữu Tán thiện
9. Chánh ngũ phẩm
- Hàn lâm viện thị độc
- Thiêm đô ngự sử
- Ngũ tự khanh: Thái thường tự, Quang lộc tự, Thái bộc tự, Hồng lô tự, Thường bảo tự
- Thiêm sự
- Thái y viện đại sứ
- Phụng thiên phủ doãn
- Tri châu
10. Tòng ngũ phẩm
- Hàn lâm viện thị giảng
- Đông các học sĩ
- Quốc tử giám tư nghiệp
- Thái y viện sứ
- Tả & hữu Thuyết thư tham nghị
11. Chánh lục phẩm
- Hàn lâm viện thị thư
- Đông các hiệu thư
- Trung thư giám xá nhân
- Thái y viện ngự y chánh
- Tư thiên giám
- Tư thiên lệnh
- Hiến sát cứ
- Lục bộ lang trung
- Lục tự thiếu khanh
- Phụng thiên thiếu doãn
- Đoán sự các vệ
- Ngũ phủ kinh lịch
12. Tòng lục phẩm
- Hàn lâm viện đãi chế
- Trung thư giám
- Thái y viện y phó
- Bí thư giám điển thư
- Vương phủ tả & Hữu Tư giảng
- Thông chính ti thông thừa
- Lục bộ viên ngoại lang
- Tri phủ
13. Chánh thất phẩm
- Hàn lâm viện hiệu lý
- Cáp môn đãi chiếu
- Đề hình giám sát ngự sử
- Thập hữu tam đạo giám sát ngự sử
- Trung thư giám chính tự
- Lục khoa đô cấp sự trung: Trung thứ khoa, Hải khoa, Đông khoa, Tây khoa, Nam khoa, Bắc Khoa (có đời đổi thành Lại khoa, Hộ khoa, Lễ khoa, Binh khoa, Hình khoa, Công khoa)
- Lục tự thừa
- Thái y viện biện nghiệm
- Tư thiên giám giám phó
-Phụng thiên huyện uý
- Hiến sát phó sứ
- Vương phủ trưởng sử
14. Tòng thất phẩm
- Hàn lâm viện kiểm khảo
- Tư kinh cục điển hàn
- Điện tiền ti điền ngục sở tù ngục
- Thông phán
- Bí thư giám điển hàn
- Tri huyện
- Tri châu
15. Chánh bát phẩm
- Tư huấn nho lâm quán
- Tư huấn tú lâm cục
- Lục khoa cấp sự trung
- Hàn lâm viện tu soạn
- Quốc tử giám giáo thụ
- Sử quán tu soạn
- Tư thiên giám giám thừ
- Giáo phương ti chánh
- Bào chánh
- Man di phụ đạo ti phụ đạo chánh
- Điện tiền ti điền ngục sở điền ngục
- Thự chánh
- Cục chánh (Giám tuyên đạt, Thượng y,Ngự dụng)
16. Tòng bát phẩm
- Lục bộ tư vụ
- Sử quán biên lục
- Ngự sử đài chiếu khám điền nghĩa
- Cáp môn ti sứ
- Ngũ kinh học chính
- Giám bạ
- Đại lý tự bình sự
- Khố sự thông sự chánh
- Tư thiên giám ngũ quan chánh
- Tế sinh đường sứ
- Phụng thiên phủ trị bình
- Thông sự ti điền sự
- Thiên sự viện điền sứ
- Bạn độc các phủ
- Phủ uý
- Vệ uý
- Lương y chánh
- Đô sự
- Kinh lịch
- Điển bạ
- Tri bạ
- Đô quan
- Chủ sự
- Thôi quan
- Huyện thừa
- Đồng tri châu
- Thừa dụ cục cục phó
- Ngũ hình ngục sở tù ngục
- Phụ đạo ty phó
- Giáo phường ty phó
- Bào phó
- Lương uẩn ti tư lễ
- Ứng sự cục chánh
- Điền sở
- Tàm tang sở sở sứ
- Tinh mễ ti sứ
- Tuyên đạt cục phó
- Thượng y cục
- Tượng phó
- Điền cửu ti chánh
- Chưởng liễn cục chánh
- Điền tàng cục chánh
- Lục sự
17. Chánh cửu phẩm
- Khố phó sứ
- Đề khống
- Tôn nhân phủ kiểm hiệu
- Hồng lô tự ban
- Thông sự phó
- Tế sinh đường khán chẩn
- Sinh dược khố sứ
- Tư thiên giám tư thần lang
- Huấn đạo
- Thiện y sở thiện y chánh
- Giám hộ
- Giảng dụ
- Khổng mục
- Lương y phó
- Cáp môn phó sứ
- Lang Lam Sơn tri sự
- Ngũ hình tư ngục sở ngục thừa
- Ngự sử đài án ngục sở ngục thừa
- Điền thiện sở điền thiện
- Thủ ngục sở ngục thừa
- Lương uẩn cục phó
- Đồn điền sở
- Tàm tang sớ phó sứ
- Chúng trà sở sở sứ
- Bách lý tả & Hữu Sở sở sứ
- Tăng lục ti tăng thống
- Đạo lục ti đạo thống
- Điền mục sở sở sứ
- Man di trưởng quan ti trưởng quan
- Chưởng liễn cục
- Điền tàng cục
- Trân tu cục cục phó
18. Tòng cửu phẩm
- Điền mục sở phó sứ
- Thị mãi ti ti sứ
- Các thuế sứ
- Độ trưởng
- Độ tư (bến đò)
- Thị trưởng (các chợ)
- Thị bình (các chợ)
- Huyền nghĩa hội môn quán
- Thự phó
- Dịch thừa
- Phố chánh
- Bách hí tả & Hữu Phó sứ
- Xiển giáo
- Tăng lục ti giác nghĩa
- Đạo lục ti diễn pháp
- Các đàn sứ
- Các từ thừa
- Y học huấn khoa
- Phủ khuyến nông sứ
- Phủ hà đê sứ
- Âm dương huấn thuật
- Tự chính (chùa)
- Tăng đạo chánh
- Quán sứ
- Man di trưởng quan
- Ti phó trưởng quan
- Tăng đạo phó chánh

### Võ giai
1. Chánh nhất phẩm
- Thái sư, Thái uý, Thái phó, Thái bảo
2. Tòng nhất phẩm
- Thiếu sư, Thiếu phó, Thiếu bảo
- Tả & hữu đô đốc
3. Chánh nhị phẩm
- Thiếu uý
- Đô kiểm điểm
- Đô hiệu kiểm
- Đề đốc
- Đô đốc đồng tri
- Đề lãnh
4. Tòng nhị phẩm
- Đô đốc thiêm sự
- Tả & hữu kiểm điểm
- Tả & hữu hiệu kiểm
- Tham đốc
- Phó đề lãnh
5. Chánh tam phẩm
- Đô chỉ huy sứ
- Đô tổng binh sứ
- Tuyên uý đại sứ
- Tổng thái giám
6. Tòng tam phẩm
- Đô chỉ huy đồng tri
- Tổng tri chỉ huy sứ
- Tổng binh đồng tri
- Tuyên uý sứ
- Đô thái giám
7. Chánh tứ phẩm
- Đô chỉ huy thiêm sự
- Chỉ huy sứ
- Tổng binh thiêm sự
- Tuyên uý đồng tri
- Thái giám
8. Tòng tứ phẩm
- Chỉ huy sứ đồng tri
- Tổng binh đồng tri
- Đô tổng tri
- Thiêm tổng tri
- Tuyên uý thiêm sự
- Thiêm thái giám
9. Chánh ngũ phẩm
- Lực sĩ hiệu uý
- Tổng lĩnh
- Quản lĩnh
- Thiên hộ
- Chỉ huy thiêm sự
- Trấn điện tướng quân
- Phó tổng tri
- Thống chế
- Chánh đô uý
- Thiên hoà cung cung chính
- Quân dân chiêu thảo sứ
- Đồng tri giám sự
10. Tòng ngũ phẩm
- Phó thiên hộ
- Trung uý
- Phó quản lĩnh
- Trung thành binh mã lang tướng ty lang tướng
- Thiên hoà cung cung phó
- Chiêu thảo đồng tri
- Tả & hữu thiếu giám
11. Chánh lục phẩm
- Phó trung uý
- Chánh võ uý
- Bách hộ
- Chánh đề hạt
- Trung thành binh mã lang tướng ti phó tướng
- Thiên hoà cung cung thừa
- Chiêu bảo thiêm sự
- Kinh lược sứ tả & hữu thừa
12. Tòng lục phẩm
- Đề hạt
- Nha vệ điện hiệu uý
- Kinh lược đồng tri
- Phòng ngự sứ
- Tả & hữu đề điểm
- Tả, hữu, tiền & hậu Phó lang tướng
- Thiên hoà cung chánh chưởng
- Công bộ lục sở sở sứ
- Thái quan thự thái quan chính
- Tả & hữu đề điểm
- Võ uý
13. Chánh thất phẩm
- Phó võ uý
- Phó đề hạt
- Tư binh cục
- Tây mã sở
- Kinh lược thiêm sự
- Phòng ngự đồng tri
- Thiên hoà cung phó chưởng
14. Tòng thất phẩm
- Vệ uý
15. Chánh bát phẩm
- Phó vệ uý
16. Tòng bát phẩm
- Phủ uý